# Matt Maher

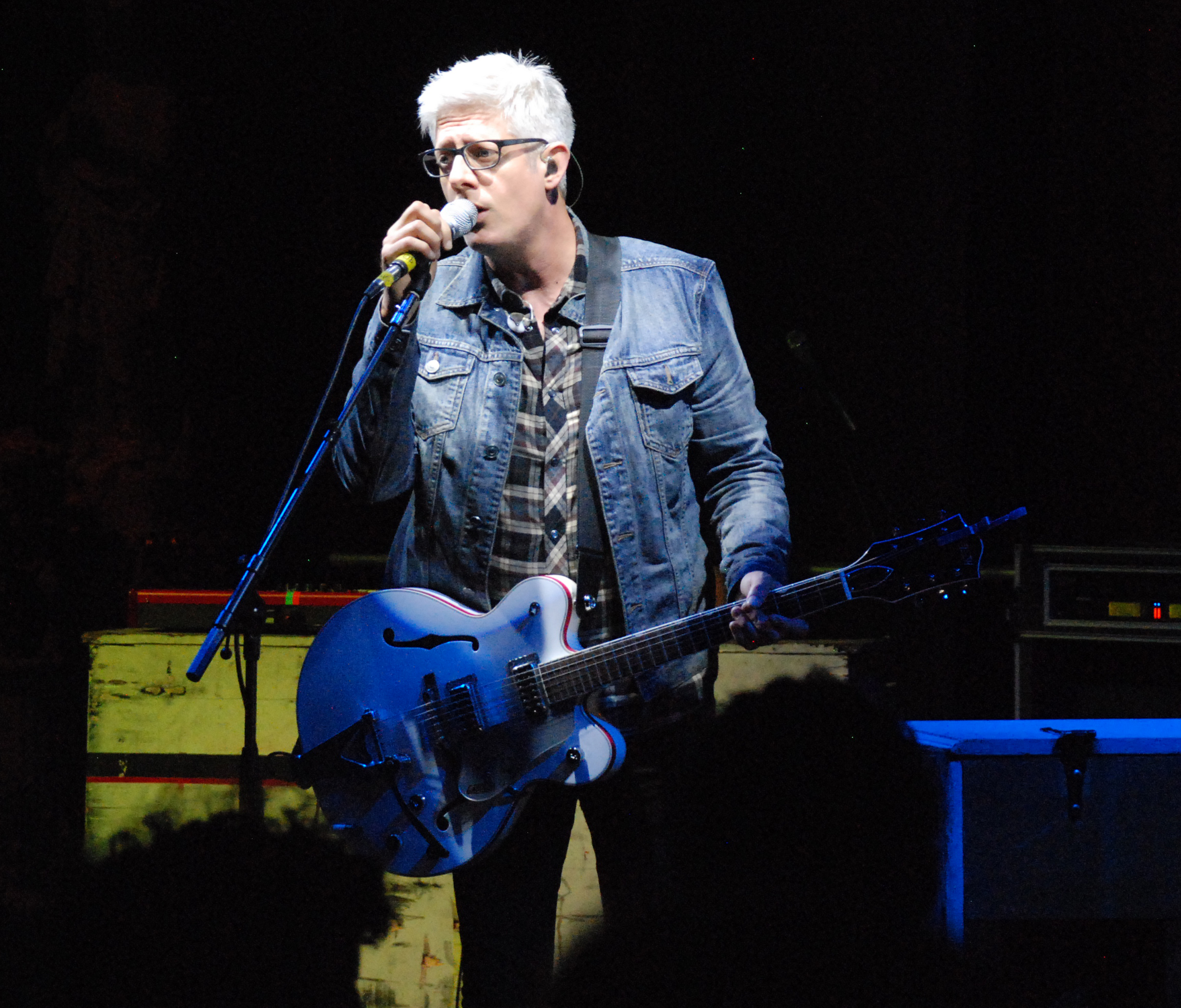
Matt Maher (2015)

Matthew Guion Maher (* 10. November 1974 in Neufundland, Kanada) ist ein kanadischer katholischer Musiker christlicher Popmusik, Songwriter und Lobpreisleiter. Er gewann vier Dove Awards und wurde neunmal für den Grammy nominiert.

## Biografie
Matt Maher wuchs in Neufundland auf und nahm in seiner Kindheit Klavierunterricht. Während seiner Schulzeit sang er im Chor und auf der High School war er Mitglied einer Rockband. Er schloss ein Studium an der Arizona State University ab.
2001 veröffentlichte Maher sein erstes Independent-Album. 2005 schloss er einen Vertrag mit EMI ab, woraufhin verschiedene von ihm geschriebene Lieder von Künstlern wie Chris Tomlin, Crowder oder Third Day aufgenommen wurden. 2007 wurde er bei Essential Records unter Vertrag genommen, wo er im April 2008 das Album Empty & Beautiful veröffentlichte, mit dem ihm der Durchbruch gelang. Maher tourte danach neben den USA auch durch Europa und Australien. Es folgten weitere Alben bei Essential, die ihm Platzierungen in den Billboard 200 und den Top Ten der Top Christian Albums einbrachten. Im April 2013 veröffentlichte er das Album All the People Said Amen, die daraus ausgekoppelte Single Lord, I Need You wurde von der Recording Industry Association of America mit Platin ausgezeichnet. Maher trat beim Weltjugendtag 2013 in Rio de Janeiro vor über drei Millionen Menschen auf. Im März 2015 veröffentlichte er sein bislang erfolgreichstes Studioalbum Saints and Sinners mit der Single Because He Lives (Amen), die sein erster Nummer-eins-Erfolg in den Christian Airplay-Charts war und mit Gold ausgezeichnet wurde. Bis heute verkauften sich seine Alben über 550.000 Mal.

## Diskografie

### Studioalben
| Jahr | Titel                     | Höchstplatzierung, Gesamtwochen, AuszeichnungChartplatzierungen (Jahr, Titel, Platzierungen, Wochen, Auszeichnungen, Anmerkungen) | Höchstplatzierung, Gesamtwochen, AuszeichnungChartplatzierungen (Jahr, Titel, Platzierungen, Wochen, Auszeichnungen, Anmerkungen) | Anmerkungen                              |
| Jahr | Titel                     | US | Christ | Anmerkungen                              |
| ---- | ------------------------- | --- | --- | ---------------------------------------- |
| 2001 | The End and the Beginning | — | — | Erstveröffentlichung: 2001               |
| 2003 | Welcome to Life           | — | — | Erstveröffentlichung: 2003               |
| 2006 | Overflow                  | — | — | Erstveröffentlichung: 2006               |
| 2008 | Empty & Beautiful         | US168 (1 Wo.)US | Christ12 (5 Wo.)Christ | Erstveröffentlichung: 8. April 2008      |
| 2009 | Alive Again               | US128 (1 Wo.)US | Christ6 (48 Wo.)Christ | Erstveröffentlichung: 22. September 2009 |
| 2011 | The Love in Between       | US97 (1 Wo.)US | Christ7 (15 Wo.)Christ | Erstveröffentlichung: 20. September 2011 |
| 2015 | Saints and Sinners        | US52 (3 Wo.)US | Christ2 (54 Wo.)Christ | Erstveröffentlichung: 17. März 2015      |
| 2017 | Echoes                    | — | Christ5 (6 Wo.)Christ | Erstveröffentlichung: 29. September 2017 |
| 2020 | Alive & Breathing         | — | Christ19 (74 Wo.)Christ | Erstveröffentlichung: 21. Februar 2020   |
| 2022 | The Stories I Tell Myself | — | — | Erstveröffentlichung: 9. September 2022  |

### Kompilationen
| Jahr | Titel                    | Höchstplatzierung, Gesamtwochen, AuszeichnungChartplatzierungen (Jahr, Titel, Platzierungen, Wochen, Auszeichnungen, Anmerkungen) | Höchstplatzierung, Gesamtwochen, AuszeichnungChartplatzierungen (Jahr, Titel, Platzierungen, Wochen, Auszeichnungen, Anmerkungen) | Anmerkungen                          |
| Jahr | Titel                    | US | Christ | Anmerkungen                          |
| ---- | ------------------------ | --- | --- | ------------------------------------ |
| 2013 | All the People Said Amen | US88 (9 Wo.)US | Christ5 (160 Wo.)Christ | Erstveröffentlichung: 23. April 2013 |

### Weihnachtsalben
| Jahr | Titel                   | Höchstplatzierung, Gesamtwochen, AuszeichnungChartsChartplatzierungen (Jahr, Titel, Platzierungen, Wochen, Auszeichnungen, Anmerkungen) | Anmerkungen                            |
| Jahr | Titel                   | Christ | Anmerkungen                            |
| ---- | ----------------------- | --- | -------------------------------------- |
| 2018 | The Advent of Christmas | Christ27 (4 Wo.)Christ | Erstveröffentlichung: 19. Oktober 2018 |

### EPs
- 2015: Lord, I Need You
- 2019: Alive & Breathing Vol. I
- 2019: Alive & Breathing Vol. II
- 2019: Alive & Breathing Vol. 3
- 2020: Alive & Breathing Vol. 4

### Singles
| Jahr | Titel Album                                              | Höchstplatzierung, Gesamtwochen, AuszeichnungChartsChartplatzierungen (Jahr, Titel, Album, Platzierungen, Wochen, Auszeichnungen, Anmerkungen) | Anmerkungen                                                                           |
| Jahr | Titel Album                                              | Christ | Anmerkungen                                                                           |
| ---- | -------------------------------------------------------- | --- | ------------------------------------------------------------------------------------- |
| 2008 | Your Grace Is Enough Empty & Beautiful                   | Christ4 (27 Wo.)Christ |                                                                                       |
| 2009 | Empty & Beautiful                                        | Christ47 (4 Wo.)Christ |                                                                                       |
| 2009 | Alive Again                                              | Christ12 (24 Wo.)Christ |                                                                                       |
| 2010 | Hold Us Together Alive Again                             | Christ6 Gold · (37 Wo.)Christ | Verkäufe: + 500.000                                                                   |
| 2010 | Christ Is Risen Alive Again                              | Christ18 (20 Wo.)Christ |                                                                                       |
| 2011 | Turn Around The Love in Between                          | Christ5 (30 Wo.)Christ |                                                                                       |
| 2011 | Hark The Herald Angels Sing –                            | Christ23 (4 Wo.)Christ |                                                                                       |
| 2012 | Rise Up The Love in Between                              | Christ23 (21 Wo.)Christ |                                                                                       |
| 2013 | Lord, I Need You All the People Said Amen                | Christ4 ×2Doppelplatin · (52 Wo.)Christ | Verkäufe: + 2.000.000                                                                 |
| 2014 | All the People Said Amen                                 | Christ6 Gold · (29 Wo.)Christ | Verkäufe: + 500.000                                                                   |
| 2014 | Hope Can Change Everything –                             | Christ14 (7 Wo.)Christ | mit Francesca Battistelli, Jeremy Camp, Jamie Grace, Bart Millard & Sidewalk Prophets |
| 2014 | Because He Lives (Amen) Saints and Sinners               | Christ3 Gold · (34 Wo.)Christ | Verkäufe: + 500.000                                                                   |
| 2015 | Deliverer Saints and Sinners                             | Christ17 (23 Wo.)Christ |                                                                                       |
| 2017 | Glory (Let There Be Peace) –                             | Christ14 (4 Wo.)Christ |                                                                                       |
| 2017 | Your Love Defends Me Echoes                              | Christ12 (28 Wo.)Christ |                                                                                       |
| 2017 | What a Friend Echoes                                     | Christ10 (26 Wo.)Christ |                                                                                       |
| 2018 | Born On That Day The Advent of Christmas                 | Christ24 (4 Wo.)Christ |                                                                                       |
| 2018 | Jingle Bells The Advent of Christmas                     | Christ48 (1 Wo.)Christ |                                                                                       |
| 2019 | Alive & Breathing                                        | Christ5 (31 Wo.)Christ | feat. Elle Limebear                                                                   |
| 2020 | Run to the Father Alive & Breathing                      | Christ20 (20 Wo.)Christ | Erstveröffentlichung: 18. September 2020                                              |
| 2022 | Leaning The Stories I Tell Myself                        | Christ38 (9 Wo.)Christ | Erstveröffentlichung: 1. April 2022                                                   |
| 2022 | The Lord’s Prayer (It’s Yours) The Stories I Tell Myself | Christ7 (26 Wo.)Christ | Erstveröffentlichung: 24. Juni 2022                                                   |
| 2022 | The In Between –                                         | Christ37 (1 Wo.)Christ | Erstveröffentlichung: 18. November 2022                                               |
| 2023 | Go Tell It (Gloria) –                                    | Christ39 (1 Wo.)Christ | Erstveröffentlichung: 10. November 2023                                               |